# Fanàtic (pel·lícula)
|  | No s'ha de confondre amb Fanàtic. |

Fanàtic (títol original en anglès, The Fanatic) és una pel·lícula estatunidenca de terror psicològic i thriller de 2019, dirigida per Fred Durst, i protagonitzada per John Travolta. Va estar als cinemes per un període limitat de temps des del 30 d'agost de 2019, i ho va seguir un llançament a les plataformes de reproducció en línia. La pel·lícula va generar principalment crítiques negatives i va ser un fracàs comercial. S'ha doblat i subtitulat al català.

## Repartiment
- John Travolta com a Moose
- Devon Sawa com a Hunter Dunbar
- Ana Golja com a Leah
- Jacob Grodnik com a Todd
- James Paxton com a Slim